# Semiothisa repetita
Semiothisa repetita là một loài bướm đêm trong họ Geometridae.